# Peperomia sincorana
Peperomia sincorana är en pepparväxtart som beskrevs av C. Dc.. Peperomia sincorana ingår i släktet peperomior, och familjen pepparväxter. Inga underarter finns listade i Catalogue of Life.